# Liste der Monuments historiques in Épinal
Die Liste der Monuments historiques in Épinal führt die Monuments historiques in der französischen Gemeinde Épinal auf.

## Liste der Immobilien
| Bezeichnung                 | Beschreibung                                                                                                 | Standort                                            | Kennzeichnung | Schutzstatus   | Datum     | Bild           |
| --------------------------- | --- | --------------------------------------------------- | ------------- | -------------- | --------- | -------------- |
| Imagerie d’Épinal           | Bilderbogendruckerei; Gebäudebestand vom Ende des 19. Jahrhunderts; mit technischer Ausstattung              | Quai de Dogneville, rue de Bellevue (Lage)          | PA00107141    | Inscrit        | 1986      | weitere Bilder |
| Wohn- und Geschäftshaus     | | 20 place des Vosges (Lage)                          | PA00107160    | Inscrit        | 1928      | weitere Bilder |
| Wohn- und Geschäftshaus     | | 11 place des Vosges (Lage)                          | PA00107153    | Inscrit        | 1926      | weitere Bilder |
| Maison romaine              | Villa, ab 1892; einschließlich der Nebengebäude, des Wintergartens, der Umfassungsmauer und der Gartenanlage | 1A impasse des Blanchisseuses (Lage)                | PA00107328    | Inscrit        | 1990      | weitere Bilder |
| Wohnhaus                    | 1906 erbaut                                                                                                  | 30bis rue Thiers (Lage)                             | PA00107142    | Inscrit        | 1984      | weitere Bilder |
| Kapelle St-Michel           | von 1477 bis 1479 erbaut                                                                                     | Rue Émile Zola (Lage)                               | PA00107346    | Inscrit        | 1992      | weitere Bilder |
| Wohn- und Geschäftshaus     | durch Neubau ersetzt                                                                                         | 4 place des Vosges (Lage)                           | PA00107146    | Inscrit        | 1926      |                |
| Maison du Bailli            | bezeichnet 1604 und 1607                                                                                     | 5 place des Vosges (Lage)                           | PA00107147    | Classé         | 1986      | weitere Bilder |
| Wohn- und Geschäftshaus     | durch Neubau ersetzt                                                                                         | 6 place des Vosges (Lage)                           | PA00107148    | Inscrit        | 1926      |                |
| Wohn- und Geschäftshaus     | | 10 place des Vosges (Lage)                          | PA00107152    | Inscrit        | 1926      | weitere Bilder |
| Wohn- und Geschäftshäuser   | | 13, 15 place des Vosges (Lage)                      | PA00107155    | Inscrit        | 1926      | weitere Bilder |
| Basilika St-Maurice         | romanische Basilika, 11. Jahrhundert, gotischer Chor, 14. Jahrhundert                                        | Place Saint-Goery (Lage)                            | PA00107140    | Classé         | 1846      | weitere Bilder |
| Kirche Notre-Dame au Cierge | 1958 erbaut                                                                                                  | Avenue du Maréchal de Lattre de Tassigny (Lage)     | PA88000047    | Classé         | 2011      | weitere Bilder |
| Wohn- und Geschäftshaus     | durch Neubau ersetzt                                                                                         | 2 place des Vosges (Lage)                           | PA00107144    | Inscrit        | 1926      |                |
| Wohn- und Geschäftshaus     | | 3 place des Vosges (Lage)                           | PA00107145    | Inscrit        | 1926      | weitere Bilder |
| Wohn- und Geschäftshaus     | | 7 place des Vosges (Lage)                           | PA00107149    | Inscrit        | 1926      | weitere Bilder |
| Wohn- und Geschäftshaus     | | 9 place des Vosges (Lage)                           | PA00107151    | Inscrit        | 1926      | weitere Bilder |
| Wohn- und Geschäftshaus     | | 12 place des Vosges (Lage)                          | PA00107154    | Inscrit        | 1926      | weitere Bilder |
| Wohn- und Geschäftshaus     | | 18 place des Vosges (Lage)                          | PA00107159    | Inscrit        | 1926      | weitere Bilder |
| Château d’Épinal            | Ruine einer mittelalterlichen Burg, ab dem 10. Jahrhundert; im 19. Jahrhundert zur Parkanlage umgestaltet    | östlich des Stadtzentrums auf einem Höhenzug (Lage) | PA00107139    | Classé Inscrit | 1992      | weitere Bilder |
| Wohn- und Geschäftshaus     | vom Ende des 15. Jahrhunderts                                                                                | 1 place des Vosges (Lage)                           | PA00107143    | Inscrit        | 1926 1994 | weitere Bilder |
| Wohn- und Geschäftshaus     | | 8 place des Vosges (Lage)                           | PA00107150    | Inscrit        | 1926      | weitere Bilder |
| Wohn- und Geschäftshaus     | | 14 place des Vosges (Lage)                          | PA00107156    | Inscrit        | 1926      | weitere Bilder |
| Wohn- und Geschäftshaus     | | 16 place des Vosges (Lage)                          | PA00107157    | Inscrit        | 1926      | weitere Bilder |
| Wohn- und Geschäftshäuser   | | 17, 19, 21 place des Vosges (Lage)                  | PA00107158    | Inscrit        | 1926      | weitere Bilder |
| Wohn- und Geschäftshaus     | | 22 place des Vosges (Lage)                          | PA00107161    | Inscrit        | 1926      | weitere Bilder |
| Wohn- und Geschäftshaus     | | 23 place des Vosges (Lage)                          | PA00107162    | Inscrit        | 1926      | weitere Bilder |

## Liste der Objekte
| Bezeichnung                                                           | Beschreibung                                                                                        | Standort                                                      | Kennzeichnung | Schutzstatus   | Datum | Bild           |
| --------------------------------------------------------------------- | --------------------------------------------------------------------------------------------------- | ------------------------------------------------------------- | ------------- | -------------- | ----- | -------------- |
| Vier Prozessionsleuchter der Saint-Goëry-Bruderschaft                 | Holz, Ölfarbe auf Leinwand, um 1820                                                                 | in der Basilika St-Maurice (Lage)                             | PM88001919    | Inscrit        | 2007  |                |
| Zweitüriger Schrank mit zwei Schubladen                               | Eichenholz, 19. Jahrhundert                                                                         | in der Imagerie d’Épinal (Lage)                               | PM88001905    | Inscrit        | 2005  |                |
| Zwei Reliefs: Heiliger Joseph und Heilige Theresa von Lisieux         | Terrakotta, bemalt, 1958 von Léon Leyritz                                                           | in der Kirche Notre-Dame au Cierge (Lage)                     | PM88001895    | Inscrit        | 2010  |                |
| Osterleuchter (1)                                                     | Holz, 18. Jahrhundert                                                                               | in der Basilika St-Maurice (Lage)                             | PM88001921    | Inscrit        | 1984  |                |
| Ziborium                                                              | Goldschmiedearbeit, 19. Jahrhundert                                                                 | in der Basilika St-Maurice (Lage)                             | PM88001934    | Inscrit        | 1984  |                |
| Messgeschirr von Jean-Joseph Marchal                                  | Silber und Kupfer, vergoldet, 19. Jahrhundert                                                       | in der Basilika St-Maurice (Lage)                             | PM88001935    | Inscrit        | 1984  |                |
| Buchpresse                                                            | Aluminium, Stahl, Holz, erste Hälfte des 19. Jahrhunderts                                           | in der Imagerie d’Épinal (Lage)                               | PM88001093    | Classé         | 1987  |                |
| Steindruck-Handpresse                                                 | Stahl, Holz, Ende des 19. Jahrhunderts                                                              | in der Imagerie d’Épinal (Lage)                               | PM88001095    | Classé         | 1987  |                |
| Skulpturengruppe Grablegung                                           | Stein, 16. Jahrhundert                                                                              | in der Basilika St-Maurice (Lage)                             | PM88001029    | Classé         | 1846  | weitere Bilder |
| Gemälde Heiliger Pierre Fourier                                       | Ölfarbe auf Leinwand, vergoldeter Holzrahmen, Ende des 18. Jahrhunderts                             | in der Basilika St-Maurice (Lage)                             | PM88000285    | Classé         | 1961  |                |
| Glocke                                                                | Bronze, 1545 gegossen                                                                               | im Musée départemental d’Art ancien et contemporain (Lage)    | PM88000304    | Classé         | 1915  |                |
| Schablonendruckpresse                                                 | Aluminium, Stahl, Bronze, um 1900                                                                   | in der Imagerie d’Épinal (Lage)                               | PM88000310    | Classé         | 1987  |                |
| Schrein des heiligen Goericus                                         | Bronze, vergoldet, 1865                                                                             | in der Basilika St-Maurice (Lage)                             | PM88000319    | Classé         | 1985  |                |
| Bindemaschine                                                         | Aluminium, Stahl, erste Hälfte des 20. Jahrhunderts                                                 | in der Imagerie d’Épinal (Lage)                               | PM88001081    | Classé         | 1987  |                |
| Typografische Druckerpresse                                           | Aluminium, Stahl, um 1930                                                                           | in der Imagerie d’Épinal (Lage)                               | PM88001096    | Classé         | 1987  |                |
| Glocke La Grosse                                                      | Bronze, 1718 gegossen                                                                               | in der Basilika St-Maurice (Lage)                             | PM88001030    | Classé         | 1846  |                |
| Gemälde Der heilige Goericus mit seinen Töchtern Precié und Victorine | Ölfarbe auf Leinwand, Holzrahmen, um 1725                                                           | in der Basilika St-Maurice (Lage)                             | PM88000283    | Classé         | 1952  |                |
| Skulptur Madonna mit Kind (1)                                         | Stein, 16. Jahrhundert                                                                              | in der Basilika St-Maurice (Lage)                             | PM88000286    | Classé         | 1964  |                |
| Skulptur Heiliger Nikolaus (1)                                        | Holz, vergoldet, 18. Jahrhundert                                                                    | in der Basilika St-Maurice (Lage)                             | PM88000291    | Classé         | 1964  |                |
| Pluviale (1)                                                          | Seide, Goldfaden, 18. oder 19. Jahrhundert                                                          | in der Basilika St-Maurice (Lage)                             | PM88000295    | Classé         | 1967  |                |
| Hauptaltar                                                            | Marmor, 19. Jahrhundert                                                                             | in der Basilika St-Maurice (Lage)                             | PM88000299    | Classé         | 1968  |                |
| Glocke                                                                | Bronze, 1653                                                                                        | auf dem Friedhof (Lage)                                       | PM88000302    | Classé         | 1925  |                |
| Altarausstattung                                                      | aus dem 18. Jahrhundert                                                                             | Saint-Laurent, in der Kapelle von Vieux Saint-Laurent (Lage)  | PM88001897    | Inscrit        | 1984  |                |
| Pendeluhr                                                             | Anfang des 19. Jahrhunderts                                                                         | in der Imagerie d’Épinal (Lage)                               | PM88001902    | Inscrit        | 2005  |                |
| Skulptur Heiliger Nikolaus (2)                                        | Prozessionsskulptur; Holz, farbig gefasst und vergoldet, Anfang des 19. Jahrhunderts                | in der Basilika St-Maurice (Lage)                             | PM88001924    | Inscrit        | 1984  |                |
| Skulptur Heilige Anna                                                 | Prozessionsskulptur; Holz, 18. oder 19. Jahrhundert                                                 | in der Basilika St-Maurice (Lage)                             | PM88001927    | Inscrit        | 1985  |                |
| Kelch und Patene (1)                                                  | Goldschmiedearbeit, 19. Jahrhundert                                                                 | in der Basilika St-Maurice (Lage)                             | PM88001928    | Inscrit        | 1984  |                |
| Kelch und Patene des Jubeljahrs                                       | Goldschmiedearbeit, 19. Jahrhundert                                                                 | in der Basilika St-Maurice (Lage)                             | PM88001930    | Inscrit        | 1984  |                |
| Weißes liturgisches Gewand                                            | Stoff, 19. Jahrhundert                                                                              | in der Basilika St-Maurice (Lage)                             | PM88001939    | Inscrit        | 1984  |                |
| Gestell für lithografische Platten                                    | Holz, Metall, 19. oder 20. Jahrhundert                                                              | in der Imagerie d’Épinal (Lage)                               | PM88002024    | Classé         | 2012  |                |
| Schablonendruckpresse                                                 | Aluminium, Stahl, Bronze, um 1900                                                                   | in der Imagerie d’Épinal (Lage)                               | PM88001078    | Classé         | 1987  |                |
| Papierschneidemaschine                                                | Aluminium, Stahl, um 1900                                                                           | in der Imagerie d’Épinal (Lage)                               | PM88001082    | Classé         | 1987  |                |
| Stichsäge zum Zuschnitt der Schablonen                                | Aluminium, Holz, um 1900                                                                            | in der Imagerie d’Épinal (Lage)                               | PM88001085    | Classé         | 1987  |                |
| Stichsäge zum Zuschnitt der Schablonen                                | Aluminium, Holz, um 1900                                                                            | in der Imagerie d’Épinal (Lage)                               | PM88001086    | Classé         | 1987  |                |
| Typografische Handpresse                                              | Aluminium, Stahl, um 1830                                                                           | in der Imagerie d’Épinal (Lage)                               | PM88001087    | Classé         | 1987  |                |
| Typografische Handpresse                                              | Aluminium, Stahl, um 1815                                                                           | in der Imagerie d’Épinal (Lage)                               | PM88001088    | Classé         | 1987  |                |
| Steindruck-Handpresse                                                 | Holz, Stahl, um 1855                                                                                | in der Imagerie d’Épinal (Lage)                               | PM88001089    | Classé         | 1987  |                |
| Akzidenzmaschine Victoria                                             | um 1900 von Rockstroh und Schneider Nachfolger                                                      | in der Imagerie d’Épinal (Lage)                               | PM88001097    | Classé         | 1987  |                |
| Kruzifix                                                              | Holz, Ölfarbe auf Leinwand, zweite Hälfte des 17. Jahrhunderts                                      | in der Basilika St-Maurice (Lage)                             | PM88000292    | Classé         | 1965  |                |
| Pluviale (2)                                                          | Stoff, Goldfaden, 18. oder 19. Jahrhundert                                                          | in der Basilika St-Maurice (Lage)                             | PM88000294    | Classé         | 1967  |                |
| Kelch                                                                 | Silber, vergoldet, 17. Jahrhundert                                                                  | in der Basilika St-Maurice (Lage)                             | PM88000298    | Classé         | 1967  |                |
| Gemälde Ansicht von Épinal                                            | Ölfarbe auf Leinwand, 1626 von Nicolas Bellot                                                       | im Musée départemental d’Art ancien et contemporain (Lage)    | PM88000303    | Classé         | 1903  |                |
| Notre-Dame au Cierge                                                  | Skulptur einer Madonna mit Kind; Holz, 18. Jahrhundert                                              | in der Kirche Notre-Dame au Cierge (Lage)                     | PM88000309    | Classé         | 1985  |                |
| Skulptur Madonna mit Kind (2)                                         | Stein, farbig gefasst, 1610                                                                         | in der Basilika St-Maurice (Lage)                             | PM88000313    | Classé         | 1982  |                |
| Purpurner Evangeliar                                                  | Handschrift des Markusevangeliums aus dem 9. Jahrhunderts, Einband aus dem 14. und 15. Jahrhundert  | in der Bibliothèque multimédia intercommunale d’Épinal (Lage) | PM88000314    | Classé         | 1982  |                |
| Skulptur Erzengel Michael                                             | Holz, farbig gefasst und vergoldet, 18. Jahrhundert                                                 | in der Basilika St-Maurice (Lage)                             | PM88000317    | Classé         | 1985  |                |
| Reliquienmonstranz                                                    | 18. Jahrhundert                                                                                     | in der Basilika St-Maurice (Lage)                             | PM88001940    | Inscrit        | 1984  |                |
| Osterleuchter (2)                                                     | Metall, 19. Jahrhundert                                                                             | in der Basilika St-Maurice (Lage)                             | PM88001937    | Inscrit        | 1984  |                |
| Kirchengestühl                                                        | Holz, 18. Jahrhundert                                                                               | Saint-Laurent, in der Kapelle von Vieux Saint-Laurent (Lage)  | PM88001898    | Inscrit        | 1984  |                |
| Gemälde Heiliger Firminius                                            | Ölfarbe auf Leinwand, 18. Jahrhundert                                                               | Saint-Laurent, in der Kapelle von Vieux Saint-Laurent (Lage)  | PM88001899    | Inscrit        | 1984  |                |
| Skulptur Madonna                                                      | 19. Jahrhundert                                                                                     | in der Basilika St-Maurice (Lage)                             | PM88001944    | Inscrit        | 1984  |                |
| Zweitüriger Schrank                                                   | Eichenholz, 19. Jahrhundert                                                                         | in der Imagerie d’Épinal (Lage)                               | PM88001904    | Inscrit        | 2005  |                |
| Leuchter des Kapitels                                                 | 18. Jahrhundert                                                                                     | in der Basilika St-Maurice (Lage)                             | PM88001936    | Inscrit        | 1984  |                |
| Skulptur Heiliger Guarinus                                            | und zwei Prozessionsleuchter; Holz, farbig gefasst, sowie Metall, bemalt, 18. Jahrhundert           | in der Basilika St-Maurice (Lage)                             | PM88001925    | Inscrit        | 1984  |                |
| Skulptur Heiliger Eligius                                             | Prozessionsskulptur; Holz, farbig gefasst und vergoldet, Schmiedeeisen, 18. und 19. Jahrhundert     | in der Basilika St-Maurice (Lage)                             | PM88001926    | Inscrit        | 1984  |                |
| Liturgische Gewänder aus Goldtuch                                     | Goldtuch, 19. Jahrhundert                                                                           | in der Basilika St-Maurice (Lage)                             | PM88001938    | Inscrit        | 1984  |                |
| Monstranz                                                             | neugotisch, 20. Jahrhundert                                                                         | in der Basilika St-Maurice (Lage)                             | PM88001942    | Inscrit        | 1984  |                |
| Elektrische Seilwinde                                                 | um 1930                                                                                             | in der Imagerie d’Épinal (Lage)                               | PM88001079    | Classé         | 1987  |                |
| Stichsäge                                                             | um 1910                                                                                             | in der Imagerie d’Épinal (Lage)                               | PM88001084    | Classé         | 1987  |                |
| Steindruckpresse                                                      | um 1900                                                                                             | in der Imagerie d’Épinal (Lage)                               | PM88001090    | Classé         | 1987  |                |
| Farbdruckpresse                                                       | um 1900                                                                                             | in der Imagerie d’Épinal (Lage)                               | PM88001091    | Classé         | 1987  |                |
| Buchpresse                                                            | Mitte des 19. Jahrhunderts                                                                          | in der Imagerie d’Épinal (Lage)                               | PM88001092    | Classé         | 1987  |                |
| Maschine zum Eckenschnitt                                             | um 1900                                                                                             | in der Imagerie d’Épinal (Lage)                               | PM88001099    | Classé         | 1987  |                |
| Drei Gemälde Rosenkranzmysterien                                      | Ölfarbe auf Leinwand, 17. Jahrhundert (eines signiert 1627)                                         | in der Basilika St-Maurice (Lage)                             | PM88000284    | Classé         | 1961  |                |
| Skulptur Madonna mit Kind (3)                                         | Stein, 15. Jahrhundert                                                                              | in der Basilika St-Maurice (Lage)                             | PM88000287    | Classé         | 1964  |                |
| Skulptur Heiliger Goericus                                            | Stein, 17. Jahrhundert                                                                              | in der Basilika St-Maurice (Lage)                             | PM88000288    | Classé         | 1964  |                |
| Skulptur Heilige Anna mit Maria                                       | Holz, vergoldet, 17. Jahrhundert                                                                    | in der Basilika St-Maurice (Lage)                             | PM88000289    | Classé         | 1964  |                |
| Skulptur eines Apostels                                               | Holz, vergoldet, 17. Jahrhundert                                                                    | in der Basilika St-Maurice (Lage)                             | PM88000290    | Classé         | 1964  |                |
| Skulptur Ecce homo                                                    | Stein, farbig gefasst, Ende des 16. Jahrhunderts                                                    | in der Basilika St-Maurice (Lage)                             | PM88000293    | Classé         | 1966  |                |
| Skulptur Madonna mit Kind (4)                                         | Holz, 18. Jahrhundert                                                                               | in der Basilika St-Maurice (Lage)                             | PM88000307    | Classé         | 1970  |                |
| Zwei Skulpturen: Heiliger Crispinus und heiliger Crispinianus         | Holz, vergoldet, Anfang des 18. Jahrhunderts                                                        | in der Basilika St-Maurice (Lage)                             | PM88000308    | Classé         | 1985  |                |
| Gemälde Porträt von Augustin Calmet                                   | Ölfarbe auf Leinwand, 19. Jahrhundert                                                               | in der Basilika St-Maurice (Lage)                             | PM88000315    | Classé         | 1969  |                |
| Ewiges Licht                                                          | Kupfer, versilbert, vor 1804                                                                        | in der Basilika St-Maurice (Lage)                             | PM88000318    | Classé         | 1985  |                |
| Weihrauchfass des Kapitels                                            | Silber, Anfang des 18. Jahrhunderts                                                                 | in der Basilika St-Maurice (Lage)                             | PM88000320    | Inscrit        | 1984  |                |
| Gemälde Mater dolorosa                                                | Ölfarbe auf Leinwand, 19. Jahrhundert                                                               | in der Basilika St-Maurice (Lage)                             | PM88001900    | Inscrit        | 1984  |                |
| Große Monstranz                                                       | Goldschmiedearbeit, 19. Jahrhundert                                                                 | in der Basilika St-Maurice (Lage)                             | PM88001920    | Inscrit        | 1984  |                |
| Zwei Armreliquiare                                                    | Holz, farbig gefasst und vergoldet, Ende des 18. Jahrhunderts                                       | in der Basilika St-Maurice (Lage)                             | PM88001922    | Inscrit        | 1984  |                |
| 6897 lithografische Platten                                           | 19. Jahrhundert                                                                                     | in der Imagerie d’Épinal (Lage)                               | PM88002017    | Classé         | 2012  |                |
| Drei Farbwalzen                                                       | 19. Jahrhundert                                                                                     | in der Imagerie d’Épinal (Lage)                               | PM88002019    | Classé         | 2012  |                |
| Arbeitstisch mit Zubehör                                              | 19. Jahrhundert                                                                                     | in der Imagerie d’Épinal (Lage)                               | PM88002021    | Classé         | 2012  |                |
| Zeichentisch mit Zubehör                                              | 19. und 20. Jahrhundert                                                                             | in der Imagerie d’Épinal (Lage)                               | PM88002023    | Classé Inscrit | 2012  |                |
| Bindemaschine                                                         | erste Hälfte des 20. Jahrhunderts                                                                   | in der Imagerie d’Épinal (Lage)                               | PM88001080    | Classé         | 1987  |                |
| Papierschneidemaschine                                                | zwischen 1880 und 1900                                                                              | in der Imagerie d’Épinal (Lage)                               | PM88001083    | Classé         | 1987  |                |
| Buchpresse                                                            | erste Hälfte des 19. Jahrhunderts                                                                   | in der Imagerie d’Épinal (Lage)                               | PM88001094    | Classé         | 1987  |                |
| Diagraph                                                              | Zeichengerät, um 1860                                                                               | in der Imagerie d’Épinal (Lage)                               | PM88001098    | Classé         | 1987  |                |
| 1344 hölzerne Druckplatten                                            | zwischen 1829 und 1880                                                                              | in der Imagerie d’Épinal (Lage)                               | PM88001037    | Classé         | 1991  |                |
| Bibliotheksregale                                                     | Stein, Holz, Pappe, 18. Jahrhundert                                                                 | in der Bibliothèque multimédia intercommunale d’Épinal (Lage) | PM88001055    | Classé         | 1994  |                |
| Zwei Dalmatiken                                                       | Stoff, Metallfaden, 18. oder 19. Jahrhundert                                                        | in der Basilika St-Maurice (Lage)                             | PM88000296    | Classé         | 1967  |                |
| Kasel                                                                 | Stoff, Goldfaden, 18. oder 19. Jahrhundert                                                          | in der Basilika St-Maurice (Lage)                             | PM88000297    | Classé         | 1967  |                |
| Altarkreuz und sechs Altarleuchter                                    | Kupfer, 19. Jahrhundert                                                                             | in der Basilika St-Maurice (Lage)                             | PM88000300    | Classé         | 1968  |                |
| Sarkophag                                                             | Kalkstein, 12. Jahrhundert                                                                          | in der Kapelle St-Auger                                       | PM88000301    | Classé         | 1930  |                |
| Schrein des heiligen Goericus                                         | Holz, farbig gefasst und vergoldet, Glas, 1791                                                      | in der Basilika St-Maurice (Lage)                             | PM88000311    | Classé         | 1972  |                |
| Gemälde Kreuzigung                                                    | Ölfarbe auf Leinwand, vergoldeter Holzrahmen, 18. Jahrhundert                                       | in der Basilika St-Maurice (Lage)                             | PM88000312    | Classé         | 1981  |                |
| Expositionsnische                                                     | Holz, vergoldet, 1874                                                                               | in der Basilika St-Maurice (Lage)                             | PM88000316    | Classé         | 1985  |                |
| Rosenkranzreliquiar                                                   | 19. Jahrhundert                                                                                     | in der Basilika St-Maurice (Lage)                             | PM88001941    | Inscrit        | 1984  |                |
| Kelch und Patene (2)                                                  | Goldschmiedearbeit, 19. Jahrhundert                                                                 | in der Basilika St-Maurice (Lage)                             | PM88001929    | Inscrit        | 1984  |                |
| Kelch und Patene (3)                                                  | Goldschmiedearbeit, 20. Jahrhundert                                                                 | in der Basilika St-Maurice (Lage)                             | PM88001931    | Inscrit        | 1984  |                |
| Kelch und Patene mit Passionsdarstellung                              | Goldschmiedearbeit, 19. Jahrhundert                                                                 | in der Basilika St-Maurice (Lage)                             | PM88001932    | Inscrit        | 1984  |                |
| Kelch und Patene mit Darstellung der Taufe Christi                    | Goldschmiedearbeit, 19. Jahrhundert                                                                 | in der Basilika St-Maurice (Lage)                             | PM88001933    | Inscrit        | 1984  |                |
| Zwei Weihwasserbecken                                                 | Terrakotta, 1958 von Léon Leyritz                                                                   | in der Kirche Notre-Dame au Cierge (Lage)                     | PM88001896    | Inscrit        | 2010  |                |
| Portal                                                                | Keramik, um 1958 von Léon Leyritz                                                                   | in der Kirche Notre-Dame au Cierge (Lage)                     | PM88001894    | Inscrit        | 1984  |                |
| Skulptur Heilige Margaretha von Antiochien                            | Holz, farbig gefasst, 18. Jahrhundert                                                               | in der Basilika St-Maurice (Lage)                             | PM88001918    | Inscrit        | 2007  |                |
| Prozessionsbahre                                                      | Holz, 18. oder 19. Jahrhundert                                                                      | in der Basilika St-Maurice (Lage)                             | PM88001943    | Inscrit        | 1984  |                |
| Gehäuse einer Standuhr                                                | Holz, 18. Jahrhundert                                                                               | in der Imagerie d’Épinal (Lage)                               | PM88001903    | Inscrit        | 2005  |                |
| Kreuzweg                                                              | Blei, 1958 von Léon Leyritz                                                                         | in der Kirche Notre-Dame au Cierge (Lage)                     | PM88001893    | Inscrit        | 2010  |                |
| Skulptur Heiliger Honorius                                            | Prozessionsskulptur; Holz, farbig gefasst, Schmiedeeisen, 18. und 19. Jahrhundert                   | in der Basilika St-Maurice (Lage)                             | PM88001923    | Inscrit        | 1985  |                |
| Schrank mit 3943 Zinktafeln                                           | Holz, Zink, 19. Jahrhundert                                                                         | in der Imagerie d’Épinal (Lage)                               | PM88002018    | Classé         | 2012  |                |
| Zwei Einfärbetische                                                   | Holz, Sandstein, 19. Jahrhundert                                                                    | in der Imagerie d’Épinal (Lage)                               | PM88002020    | Classé         | 2012  |                |
| Kiste mit 150 Schleifsteinen                                          | Holz, Stein, 19. Jahrhundert                                                                        | in der Imagerie d’Épinal (Lage)                               | PM88002022    | Classé         | 2012  |                |
| Zwei Sackkarren                                                       | Holz, Metall, 19. und 20. Jahrhundert                                                               | in der Imagerie d’Épinal (Lage)                               | PM88002025    | Classé         | 2012  |                |
| Karren                                                                | Holz, Metall, 19. und 20. Jahrhundert                                                               | in der Imagerie d’Épinal (Lage)                               | PM88002027    | Classé         | 2012  |                |
| Trage für vier Steine                                                 | 19. Jahrhundert                                                                                     | in der Imagerie d’Épinal (Lage)                               | PM88002028    | Classé         | 2012  |                |
| Glocke                                                                | Bronze, 1780 gegossen                                                                               | Saint-Laurent, in der Kapelle von Vieux Saint-Laurent (Lage)  | PM88000322    | Classé         | 1961  |                |
| Kruzifix                                                              | Holz, 18. Jahrhundert                                                                               | Saint-Laurent, in der Kapelle von Vieux Saint-Laurent (Lage)  | PM88000323    | Classé         | 1966  |                |
| Hauptaltar                                                            | Altartisch und Tabernakel; Holz, vergoldet, 1763; darunter Altartisch vom Ende des 15. Jahrhunderts | Saint-Laurent, in der Kapelle von Vieux Saint-Laurent (Lage)  | PM88000321    | Classé         | 1960  |                |
| Statuenreliquiar Heiliger Laurentius                                  | Holz, farbig gefasst und vergoldet, 18. Jahrhundert                                                 | Saint-Laurent, in der Kapelle von Vieux Saint-Laurent (Lage)  | PM88000324    | Classé         | 1966  |                |